# Ninh An như mộng
Ninh An Như Mộng (tiếng Trung: 宁安如梦; tiếng Anh: Story of Kunning Palace) là một bộ phim truyền hình cổ trang của Trung Quốc do Chu Nhuệ Bân đạo diễn và iQiyi sản xuất. Bộ phim với sự tham gia diễn xuất của Bạch Lộc cùng dàn diễn viên chính Trương Lăng Hách, Vương Tinh Việt, Châu Tuấn Vỹ,... được khai máy ngày 21 tháng 5 năm 2022 và đóng máy ngày 8 tháng 9 năm 2022 .  Bộ phim còn đạt kỷ lục về lượt đặt trước với hơn 7,4 triệu trên nền tảng iQiyi.
Ngày 7 tháng 11 năm 2023, Ninh An Như Mộng chính thức lên sóng trên nền tảng iQiyi nội địa và iQiyi Quốc Tế.

## Nguyên tác
Khương Tuyết Ninh vốn là đích nữ tiểu thư Khương gia nhưng bị một người thiếp đánh tráo với thứ nữ nên nàng từ nhỏ lớn lên ở thôn quê, không được dạy dỗ, không ai uốn nắn. Sau khi được đón về thì ganh ghét với chị gái (là thứ nữ con của người thiếp kia, nhưng sống dưới thân phận đích nữ), cướp nhân duyên của chị, gả cho vương gia Thẩm Giới. Về sau Thẩm Giới lên ngôi, nàng thành Hoàng hậu. Khương Tuyết Ninh có một thanh mai trúc mã là Yến Lâm – thế tử của Dũng Nghị hầu phủ. Yến Lâm rất tốt với nàng nhưng nàng lại chẳng có tình cảm nam nữ với ai, chỉ thích làm hoàng hậu nên khi hầu phủ xuống dốc, nàng tuyệt tình đi cưới người khác, từ đây Yến Lâm sinh hận. Sau khi làm Hoàng hậu nàng lại mang tư tình với vị quan thanh liêm là Trương Già.
Trong triều bấy giờ có vị Đế sư hai triều, người này là biểu ca của Yến Lâm – thế tử Định Phi của Tiêu Quốc công phủ, sau vứt bỏ tên họ trở thành Thiếu sư Tạ Nguy quay lại trả thù triều đình và thân tộc. Khi ngai vàng đã sụp, Ninh Hậu câu dẫn Tạ Nguy không thành lại còn suốt ngày bị Yến Lâm đe dọa nên lựa chọn tự sát. Sau khi chết đã trùng sinh quay lại thời thiếu nữ, trở lại làm nhị tiểu thư Khương gia.
Kiếp trước, Khương Tuyết Ninh một lòng muốn làm hoàng hậu nên đã lợi dụng hết người này đến người khác. Vậy mà, cuối cùng kết cục lại bị dồn đến bước đường cùng rồi tự sát.
Sống lại một đời, lần này nàng không muốn làm hoàng hậu nữa. Nàng chỉ muốn sống một cuộc đời bình yên và ở bên cạnh một người mà nàng thầm thương nhớ bao lâu nay. Ngờ đâu, thế sự vô thường, cuối cùng nàng lại ở bên một người mà nàng từ trước đến nay đều chưa từng nghĩ đến.

## Nội dung
Nội dung chủ yếu xoay quanh nhân vật Khương Tuyết Ninh (Bạch Lộc thủ vai) lợi dụng nhiều người, làm ra vô số chuyện thâm độc để thượng vị Hoàng hậu. Nào ngờ sau khi đã đạt được mục đích thì lại gặp phải tình cảnh cung biến, đi đến đường cùng phải tự sát.
Mà ở thế giới song song khác, tác giả của bộ tiểu thuyết nổi tiếng Ninh An Như Mộng - Khương Ninh   (Bạch Lộc thủ vai) không hài lòng với kết cục của nhân vật chính nên cô quyết định viết lại cuộc đời mới cho nhân vật.
Trở lại thời điểm Khương Tuyết Ninh tự sát, khi tác giả sửa lại dòng sự kiện tiểu thuyết cũng là lúc vận mệnh nhân vật xoay chuyển.
Đại Càn - Năm Vạn Trinh thứ 20, Khương Tuyết Ninh sống lại với thân phận thiếu nữ 18 tuổi (con thứ Khương phủ). Giờ đây, nàng chỉ mong tránh xa quyền lực và làm chủ cuộc sống của chính mình. Nhưng do nhầm lẫn, nàng vào cung với tư cách là thư đồng của Công chúa và trở thành học trò của Thiếu sư Thái tử Tạ Nguy (Trương Lăng Hách thủ vai). Ngoài việc học cũng như chấp nhận nghe theo dặn dò của Tạ Nguy, Khương Tuyết Ninh đã bí mật lên kế hoạch ngăn cản đại hoạ sắp tới của Yến Lâm (Châu Tuấn Vỹ thủ vai) - "Huyết Quán Lễ". Thông qua kế hoạch của Ninh nhị và Tạ Nguy , tính mạng của Hầu phủ bước đầu giải nguy.
Sau sóng gió "Huyết Quán Lễ", Khương Tuyết Ninh lại vô tình vướng vào kế hoạch tiêu diệt loạn đảng Bình Nam Vương. Nàng và Trương Già (Vương Tinh Việt thủ vai) xâm nhập quân địch, trong lúc nguy hiểm, Khương Tuyết Ninh thậm chí còn lấy thân mình chắn tên cho Trương Già. Trải qua sinh tử nhưng cuối cùng hai người cũng không thể bên nhau.
Địch quốc Đại Nguyệt tới xâm phạm quốc thổ, trưởng công chúa Thẩm Chỉ Y (Lưu Tá Ninh thủ vai) dứt khoát lên đường hòa thân. Khương Tuyết Ninh coi công chúa là bạn tốt, không thể trơ mắt nhìn công chúa chết như kiếp trước. Nàng theo Tạ Nguy lên phương Bắc thảo phạt Đại Nguyệt. Giữa trùng trùng nguy cơ, Tạ Nguy bảo vệ Khương Tuyết Ninh tới mức không tiếc tự tổn thương chính mình.
Đồng hành cùng nhau, bọn họ dần dần nảy sinh tình cảm. Bấy giờ âm mưu của nhà họ Tiết dần dần bộc lộ, cũng liên quan tới chân tướng sự kiện Bình Nam Vương hai mươi năm về trước. Cuối cùng Khương Tuyết Ninh và Tạ Nguy liên thủ vạch trần chân tướng năm xưa, nàng cũng dùng tình cảm cảm hóa được Tạ Nguy, hai người trở thành quyến thuộc.

## Diễn viên tham gia
Lưu ý: Sắp xếp theo thứ tự quan tuyên

### Lĩnh hàm chủ diễn (Nữ chủ)
| Diễn viên       | Vai diễn                    | Giới thiệu nhân vật |
| Bạch Lộc (白鹿) | Khương Ninh (姜宁)          | Tác giả (thế giới hiện đại) Tác giả cuốn tiểu thuyết "Ninh An Như Mộng". Không hài lòng với kết cục của nữ chính trong cuốn tiểu thuyết mình viết và muốn nữ chính sửa chữa lỗi lầm nên đã gọi điện cho biên tập viên và quyết định viết lại số phận của nữ chính để cô ấy được sống lại với ký ức kiếp trước. |
| Bạch Lộc (白鹿) | Khương Tuyết Ninh (姜雪宁） | Khương gia nhị tiểu thư → Hoàng hậu (Hoàng đế Thẩm Giới) Kiếp trước, nàng là nhị tiểu thư lãnh đạm, kiêu ngạo và độc đoán của Khương gia, có sự phân biệt rõ ràng giữa yêu và hận, phí hết thảy tâm cơ mới ngồi lên được ngôi vị hoàng hậu, lại bị ép phải tự sát trong một lần cung biến. Đi đến con đường này nàng nhận ra vô số sai lầm mà mình gây ra, thời khắc sinh tử chỉ mong dùng mạng của mình đổi lấy mạng sống cho Trương Già - người yêu nàng sâu sắc... Khương gia nhị tiểu thư → Thê tử Tạ Nguy Trọng sinh sống lại một đời, nàng nhập cung thành bạn cùng học với công chúa, trở thành học trò của thiếu sư Tạ Nguy. Mang theo ký ức về kiếp trước, nỗ lực xóa bỏ những sai lầm mà mình đã phạm phải. Trong những trận đấu quyền mưu, nhờ trí tuệ và lòng dũng cảm, nàng đã thay đổi số phận của nhiều người. Tình yêu ban đầu của nàng là dành cho Trương Già, trải qua nhiều thử thách, nàng mới dần thấu hiểu và nảy sinh tình cảm với Tạ Nguy. Kẻ thù cả hai kiếp của Tiết Thù, Vưu Nguyệt và Diêu Tích. Bạn tốt của Công chúa Thẩm Chỉ Y, Trương Già, Yến Lâm và Vưu Phương Ngâm. |

### Lĩnh hàm chủ diễn
| Diễn viên                  | Vai diễn                                 | Giới thiệu nhân vật |
| Trương Lăng Hách (张凌赫） | Tạ Quyên (谢娟)                          | Biên tập viên (thế giới hiện đại) Cuốn tiểu thuyết "Ninh An Như Mộng" của Khương Ninh vừa viết xong đoạn kết và đang định gửi cho tổng biên tập thì nhận được cuộc gọi thông báo rằng bản điện tử gốc sẽ được in sách giấy bán và Tạ Quyên sẽ chịu trách nhiệm bố cục và biên tập cuốn tiểu thuyết này. |
| Trương Lăng Hách (张凌赫） | Tạ Nguy (谢危）/ Tiết Định Phi（薛定非） | Thiếu sư Thái tử → Tể phụ Đương triều Đế sư, Tạ Nguy, tự Cư An. Xuất thân từ gia tộc danh giá Tạ thị ở Kim Lăng, nhưng không phải là thân phận thật. Thực ra hắn vốn là thế tử Định Phi của Định Quốc Công phủ. Cha là Quốc công gia Tiết Viễn, mẹ là thiên kim của Dũng Nghị hầu phủ, cô là Hoàng hậu, cậu là Hầu gia, thân phận hiển hách vô cùng. Mà khi quân phản loạn tới, hoàng tộc nhẫn tâm, phụ thân vô tình, mẫu thân ôm hận qua đời, từ đây Tiết Định Phi mất đi tất thảy. Từ nay trên đời chỉ còn Tạ Nguy. Ẩn giấu thân phận mấy năm, cuối cùng phát động binh biến, báo thù rửa hận. Cả hai đời đều yêu Khương Tuyết Ninh, kiếp trước sau khi Khương Tuyết Ninh tự sát ở cung Ninh An, hắn cũng lựa chọn đi theo nàng. Còn kiếp này hai người thành hôn, kết cục viên mãn. |

| Diễn viên                  | Vai diễn                 | Giới thiệu nhân vật |
| Vương Tinh Việt （王星越） | Trương Già (张遮)        | Hình bộ thị lang Mồ côi cha từ nhỏ, hai mẹ con sống nương tựa vào nhau. Hắn thích Khương Tuyết Ninh, thế nhưng giữa hai người vẫn không thể vượt qua được khúc mắc để đến với nhau. |
| Châu Tuấn Vỹ (周峻纬）     | Yên Lâm (燕临)           | Thế tử Dũng Nghị hầu phủ →Yên tướng quân Tiểu hầu gia của Dũng Nghị hầu phủ, thanh mai trúc mã của Khương Tuyết Ninh. Về sau liên thủ với biểu ca Tạ Nguy phát động binh biến. |
| Lưu Tá Ninh (刘些宁)       | Thẩm Chỉ Y (沈芷衣)      | Trưởng Công chúa Nàng là chỗ dựa vững chắc cho Tuyết Ninh ở trong cung. Hòa thân với Vương tử Đại Nguyệt, gả cho hắn, kiếp thứ nhất nàng chết ở nơi xa xôi đó, còn kiếp này được Tuyết Ninh cứu trở về kinh thành. |
| Diệp Hi Nguyệt (叶晞月)    | Tiết Thù (薛姝)          | Trưởng nữ Định Quốc công phủ →Hoàng Quý phi (Hoàng đế Thẩm Giới) Con gái của Định Quốc công Tiết Viễn, có cô mẫu là Thái hậu hết lòng bồi dưỡng. Kiếp trước sau khi Thẩm Giới đăng cơ kế vị đã sắc phong cho danh phận Quý phi, tranh giành ngôi vị Hoàng hậu với Khương Tuyết Ninh, sau cũng bị giết trong binh biến năm đó. Trưởng nữ Định Quốc công phủ → Hiền phi của Đại Càn (Hoàng đế Thẩm Lang) Kiếp này lúc làm thư đồng của Trưởng công chúa cũng ra tay mưu hại Khương Tuyết Ninh. Khương Tuyết Ninh bèn trả thù lại, để cho lời đồn về Tiết Thù nổi lên sóng gió. Chọc phải người không nên chọc, bấy giờ hối hận đã muộn. Một loạt biến cố xảy ra, Tiết gia hại Dũng Nghị hầu phủ ngã xuống, Đại Nguyệt yêu cầu Đại Càn hòa thân, nàng ta liền ủy thân cho hoàng đế Thẩm Lang để không bị gả đến Đại Nguyệt. Cuối cùng kết cục vẫn như kiếp trước, bị Tạ Nguy giết trong trận cung biến lật đổ hoàng quyền. |
| Thang Mộng Giai (汤梦佳)   | Vưu Phương Ngâm (尤芳吟) | Con thứ của Thanh Viễn bá phủ → Nữ quan của Hoàng hậu (Ninh hậu) Kiếp đầu tiên, nàng chỉ là đứa trẻ mồ côi mẹ không được ai yêu thương, sau này bị nhị tiểu thư Vưu Nguyệt tra tấn nhiều năm, được Khương Tuyết Ninh cứu sống và đưa vào cung. Một trận cung biến năm đó, nàng chẳng may chọn sai thế lực cho nên thất thế, bị Yến Lâm và Tạ Nguy giam lại trong cung Ninh An giống như Khương Tuyết Ninh. Hai cô nương bị nhốt chung một chỗ, tình cờ trở thành tri kỷ. Tam tiểu thư của Thanh Viễn Bá phủ → Thê tử Lữ Chiếu Ẩn Kiếp thứ hai, lúc nàng suýt chết vì bị nhấn nước tại Bá phủ đã được Khương Tuyết Ninh cứu vì vậy mà chịu ơn, đồng thời cũng là bạn tốt của nhau ở kiếp này. Giả thành hôn với Lữ Hiển để trốn khỏi Bá phủ, sau lại nảy sinh tình cảm thật lòng. Đáng tiếc cuối cùng nàng lại bị Châu Dần Chi giết chết.                                                                                |

### Chủ diễn
| Diễn viên              | Vai diễn         | Giới thiệu nhân vật |
| Châu Đại Vi (周大为)   | Thẩm Giới (沈玠) | Lâm Tư vương → Hoàng đế Ở kiếp trước Hoàng đế Thẩm Lang không có con nên lập Thẩm Giới làm Hoàng thái đệ - người kế thừa vương vị. Thẩm Giới lấy Khương Tuyết Ninh, sau khi đăng cơ phong nàng làm Hoàng hậu. Cuối cùng lâm bệnh chết trong trận binh biến. Lâm Tư vương Kiếp này cưới Phương Diệu làm chính phi và Khương Tuyết Huệ trắc phi, không làm hoàng đế, trải qua một đời bình an. |
| Tần Thiên Vũ (秦天宇） | Lữ Hiển (吕显)   | Quán chủ U Hoàng quán → Thượng thư Hộ bộ Tên tự Chiếu Ẩn, là cánh tay phải của Tạ Nguy bất kể kiếp trước hay hiện tại, một thân đậm mùi tiền. Ở kiếp này, yêu Vưu Phương Ngâm, giả vờ kết hôn để cứu nàng rời khỏi Bá phủ, đồng thời trở thành phu quân trên danh nghĩa của Vưu Phương Ngâm. Trước khi nàng chết, Chiếu Ẩn đã biết được tâm ý và nhận định nàng là thê tử duy nhất.          |

### Tuyến nhân vật
Khương phủ
| Diễn viên  | Vai diễn     | Giới thiệu nhân vật                                 |
| Lư Tinh Vũ | Khương Bá Du | Hộ bộ thị lang → Hộ bộ thượng thư                   |
| Ông Hồng   | Mạnh thị     | Phu nhân Hộ bộ thị lang → Phu nhân Hộ bộ thượng thư |

## Liên kết
- Ninh An như mộng trên Sina Weibo
- Ninh An như mộng trên trang Douban (bằng tiếng Trung Quốc)